# Bishoftu (sopečné pole)
Bishoftu je název vulaknického pole v Etiopii, sestávajícího z několika struskových kuželů a maar. Některé z maar jsou zalité vodou a slouží jako rekreační oblast blízkého hlavního města Addis Abeba. Sopečné krátery a kužely jsou orientovány ve směru severovýchod-jihozápad, paralelně se směrem etiopského riftového systému.
V horninovém složení pole převládají ryolity.

## Seznam sopečných fenoménů pole Bishoftu (názvy jsou uvedeny v anglickém přepisu)
- Struskové kužely
  - Dankole
- Krátery
  - Aranguadi
  - Biete Mengest
  - Bishoftu Hayk
  - Haro Maja
  - Hora Arsedi Hayk
  - Horaro Hayk
  - Kilole